# راميرو إل. كولون
راميرو إل. كولون (بالإنجليزية: Ramiro L. Colón)‏ هو شخصية أعمال أمريكي، ولد في 1904 في بونس، بورتوريكو في الولايات المتحدة، وتوفي في 1983.